# 耶奥里·约翰松 (自行车运动员)
耶奥里·约翰松（瑞典語：Georg Johnsson，1902年3月2日—1960年5月31日），瑞典男子自行车运动员。他曾代表瑞典参加1928年夏季奥林匹克运动会自行车比赛，获得男子团体公路赛铜牌。